# No Time for Flowers
No Time for Flowers is een Amerikaanse filmkomedie uit 1952 onder regie van Don Siegel. In Nederland werd de film destijds uitgebracht onder de titel Geen tijd voor bloemen.

## Verhaal
Een meisje uit Praag wordt verliefd op een diplomaat uit de Verenigde Staten. Door die liefde wordt haar loyaliteit aan de Communistische Partij van Tsjecho-Slowakije danig op de proef gesteld.

## Rolverdeling
| Acteur               | Personage      |
| -------------------- | -------------- |
| Viveca Lindfors      | Anna Svoboda   |
| Paul Hubschmid       | Karl Marek     |
| Ludwig Stössel       | Papa Svoboda   |
| Adrienne Gessner     | Mama Svoboda   |
| Peter Preses         | Emil Dadak     |
| Manfred Inger        | Kudelka        |
| Peter Czejke         | Stefan Svoboda |
| Fred Berger          | Anton Novotny  |
| Oskar Wegrostek      | Johann Burian  |
| Helmut Janatsch      | Milo           |
| Karl Bachmann        | Advocaat       |
| Hilde Jaeger         | Mevrouw Pilski |
| Pepi Glöckner-Kramer | Bloemenvrouw   |
| Reinhold Seigert     | Politieagent   |
| Willi Schumann       | Brigadier      |